# Fossombronia texana
Fossombronia texana là một loài Rêu trong họ Fossombroniaceae. Loài này được Lindb. mô tả khoa học đầu tiên năm 1875.